# Bob Evers (stripreeks)
Bob Evers is een Nederlandse stripreeks gebaseerd op de boekenreeks Bob Evers van Willy van der Heide. De strips werden getekend door Hans van Oudenaarden en geschreven door Koen Wynkoop en Frank Jonker. 

## Publicatiegeschiedenis
Koen Wynkoop, een fan van de boekenreeks, bewerkte het scenario van het boek Een vliegtuigsmokkel met verrassingen in samenwerking met striptekenaar Hans van Oudenaarden. Het verhaal werd in 2002/2003 als feuilleton gepubliceerd in het Algemeen Dagblad. De samenwerking tussen scenarist en tekenaar werd daarna echter beëindigd, waardoor dit verhaal nooit in albumvorm verscheen.
Hierna zette Van Oudenaarden deze reeks voort met scenarist Frank Jonker. Er werden vervolgens tussen 2003 en 2006 nog drie verhalen gepubliceerd in het AD. Het eerste hiervan, Kabaal om een varkensleren koffer, verscheen in albumvorm bij uitgeverij Arboris, de overige drie bij uitgeverij Boumaar. Het vierde verhaal, De strijd om het goudschip, kreeg een voorpublicatie op de blog van de bewerkers.
Het laatste verhaal, Een overval in de lucht, werd in 2009 voorgepubliceerd in het stripblad Eppo. Ook dit verhaal verscheen daarna in albumvorm bij uitgeverij Boumaar. Een volgende verhaal met de titel De jacht op het koperen kanon werd aangekondigd op de achterkant van laatst genoemde album, maar kwam niet meer van de grond.

## Verhalen
| Titel                                 | Publicatiedata feuilleton                                                       | Uitgavejaar album |
| ------------------------------------- | ------------------------------------------------------------------------------- | ----------------- |
| Een vliegtuigsmokkel met verrassingen | 21/11/2002 t/m 08/03/2003                                                       |                   |
| Kabaal om een varkensleren koffer     | 10/12/2003 t/m 30/03/2004                                                       | 2004              |
| Avonturen in de Stille Zuidzee        | 16/11/2004 t/m 05/03/2005                                                       | 2006              |
| Drie jongens op een onbewoond eiland  | 01/09/2005 t/m 17/10/2005 (eerste deel) 18/04/2006 t/m 13/06/2006 (tweede deel) | 2007              |
| De strijd om het goudschip            |                                                                                 | 2008              |
| Een overval in de lucht               | 28/01/2009 t/m 03/12/2009                                                       | 2010              |